# Франко Гонсалес
Франко Гонсалес Фернандес (ісп. Franco González Fernández, нар. 22 червня 2004, Монтевідео, Уругвай) — уругвайський футболіст, атакувальний півзахисник клубу «Пеньяроль».

## Ігрова кар'єра

### Клубна
Франко Гонсалес є вихованцем столичного уругвайського клубу «Данубіо». Першу офіційну гру на професійному рівні футболіст провів у квітні 2022 року.
З другої половини сезону 2023 півзахисник став гравцем іншого клубу з Монтевідео - «Пеньяроль», підписавши з клубом дворічний контракт. 2 вересня Гонсалес дебютував у новій команді, А вже в наступному матчі відзначився першим забитим голом.

### Збірна
У складі молодіжної збірної Уругваю у 2023 році Франко Гонсалес став переможцем молодіжного чемпіонату світу, що проходив в Аргентині.

## Титули
Уругвай (U-20)
 Переможець молодіжного чемпіонату світу: 2023
 Другий призер молодіжного чемпіонату Південної Америки: 2023